# Dindigul (Distrikt)
Der Distrikt Dindigul (Tamil: திண்டுக்கல் மாவட்டம்), 1985 bis 1989 Distrikt Anna, 1989 bis 1991 Distrikt Dindigul Quaide Milleth, 1991 bis 1997 Distrikt Dindigul Anna, ist ein Distrikt des indischen Bundesstaates Tamil Nadu. Verwaltungszentrum ist die namensgebende Stadt Dindigul. Der Distrikt hatte bei der Volkszählung 2011 eine Fläche von 6.036 Quadratkilometern und rund 2,2 Millionen Einwohner.

## Geografie
Der Distrikt Dindigul liegt im Binnenland Tamil Nadus. Nachbardistrikte sind Tiruppur im Nordwesten, Karur im Norden, Tiruchirappalli im Nordosten, Madurai im Süden, Theni im Südwesten und Idukki im Westen. Letzterer gehört bereits zum Nachbarbundesstaat Kerala.

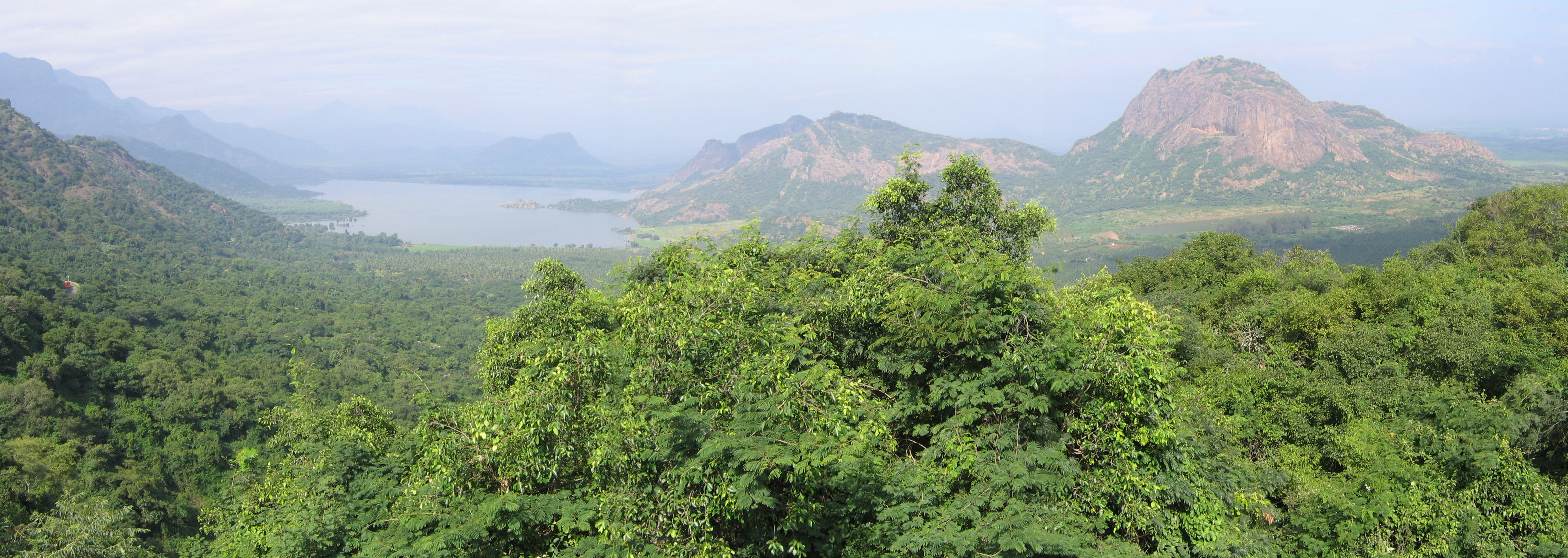
In den Palani-Bergen

Mit einer Fläche von 6.036 Quadratkilometern gehört der Distrikt Dindigul zu den größten Distrikten Tamil Nadus. Während der größere Teil des Distriktgebiets flach ist, ragen im Westen die Palani-Berge (Palni Hills), Ausläufer der Westghats, die Höhen von bis zu 2.506 Metern erreichen, tief in die umliegende Ebene hinein. Weiter östlich erheben sich die Sirumalai-Berge, ein kleinerer isolierter Höhenzug. Im Süden durchfließt der Fluss Vaigai den Distrikt Dindigul. Die Flüsse im Norden des Distriktgebiets sind dagegen Zuflüsse der Kaveri.
Im Großteil des Distrikts Dindigul herrscht ein wechselfeuchtes Tropenklima vor. Die Jahresmitteltemperatur in Dindigul beträgt 27,8 °C, das Jahresmittel des Niederschlages liegt bei 717 mm. Durch die Lage im Regenschatten der Westghats ist das Klima hier trockener als in anderen Teilen Tamil Nadus. Die meisten Niederschläge fallen während des Nordostmonsuns im Oktober und November. In den Palani-Bergen sorgt die Höhenlage hingegen für ein gemäßigtes Seeklima. In Kodaikanal beträgt die Jahresmitteltemperatur nur 16,3 °C, das Jahresmittel des Niederschlages beträgt 1.738 mm. In den Bergen kommt es auch während des Südwestmonsuns zwischen April und September zu Regenfällen.

## Geschichte

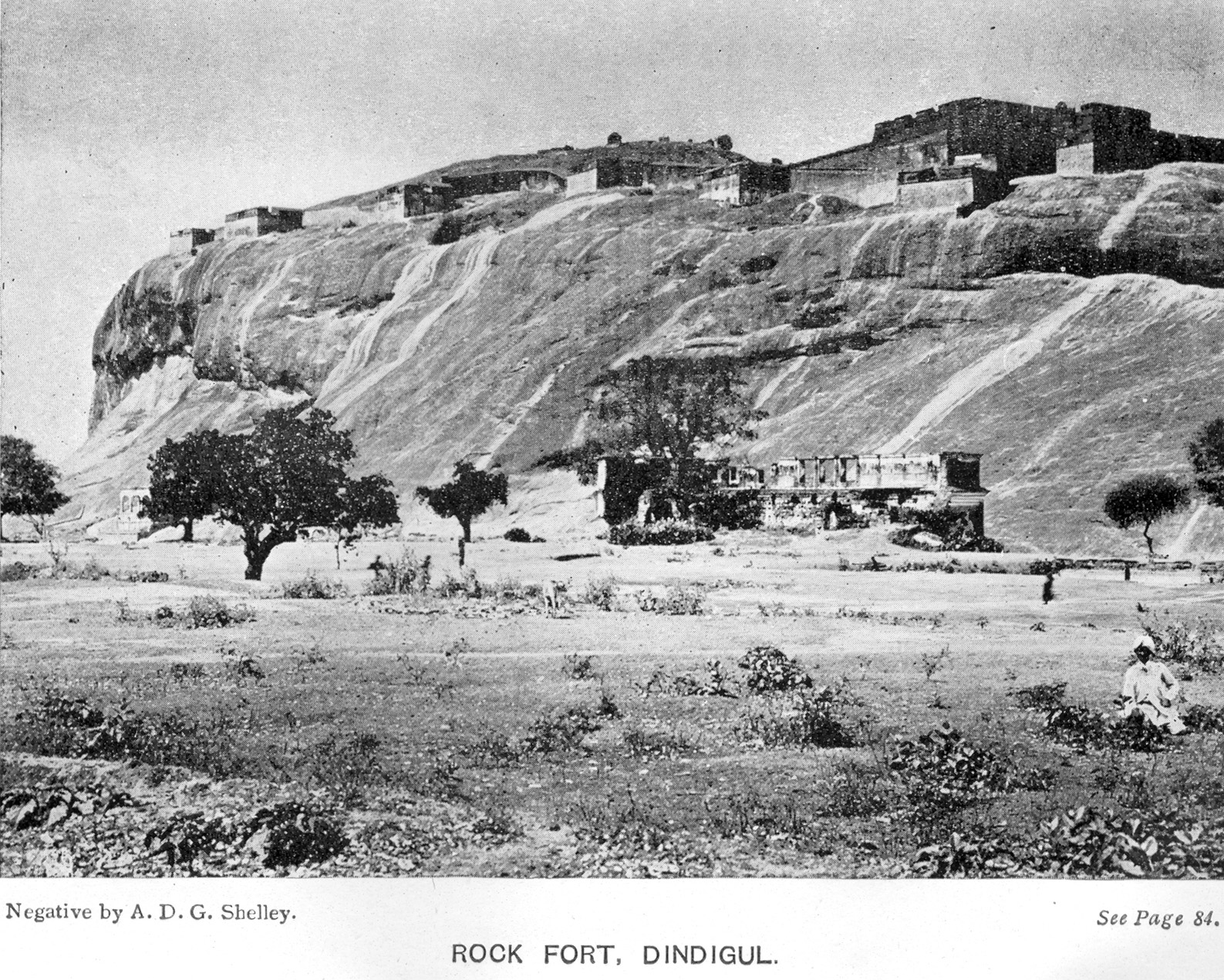
Historische Ansicht der Festung in Dindigul

Das Gebiet von Dindigul stand im Altertum unter dem Einfluss der in Madurai residierenden Pandya-Könige. Später kam das Gebiet zunächst im 14. Jahrhundert unter die Herrschaft des Vijayanagar-Reichs und dann im 16. Jahrhundert der Nayaks von Madurai. 1605 ließ der Nayak-Herrscher Muthu Krishna Naicker zur Sicherung der Nordgrenze eine Festung auf dem Felsen, an dessen Fuß die Stadt Dindigul liegt, errichten. In den Wirren des 17. und 18. Jahrhunderts war die Festung Schauplatz zahlreicher Kämpfe zwischen Madurai, Mysore und den Marathen, ehe sie 1755 von Hyder Ali eingenommen wurde. In den Mysore-Kriegen wurde die Festung dreimal 1767, 1783 und erneut 1790 von den Briten eingenommen. Mit dem Ende des Dritten Mysore-Krieges wurde Dindigul 1792 endgültig zu einem Teil Britisch-Indiens.
Die Briten gliederten das Gebiet in die Provinz Madras ein und setzten zunächst in Dindigul einen Distriktverwalter (collector) ein. Nachdem das Gebiet von Madurai 1801 ebenfalls an Britisch-Indien gefallen war, wurde die Verwaltung aber dorthin verlegt und Dindigul wurde zu einem Teil des Distrikts Madurai. Nach der indischen Unabhängigkeit 1947 kam das Gebiet zum Bundesstaat Madras, der 1956 nach den Sprachgrenzen des Tamil neu formiert und 1969 in Tamil Nadu umbenannt wurde. Am 15. September 1985 wurde der nördliche Teil des Distrikts Madurai abgetrennt und ein eigener Distrikt. Der neue Distrikt trug zunächst den Namen  Distrikt Anna, nach dem früheren Chief Minister von Tamil Nadu C. N. Annadurai. Am 27. März 1989 erfolgte eine Umbenennung in Distrikt Dindigul Quaide Milleth, nach Alhaj Muhammed Ismail Sahib, einem im Ort Pettai (Distrikt Tirunelveli) geborenen Aktivisten gegen die britische Kolonialherrschaft, der den Ehrentitel Quaid-e-Millat („Führer des Volkes“) erhalten hatte. Am 18. Juli 1991 wurde der Distrikt erneut umbenannt in Distrikt Dindigul Anna. Im Jahr 1997 wurden bei vielen Distriktnamen in Tamil Nadu die Bezüge zu Personennamen getilgt und der Distrikt trägt seit dem 1. Juli 1997 den Namen Distrikt Dindigul.

## Bevölkerung

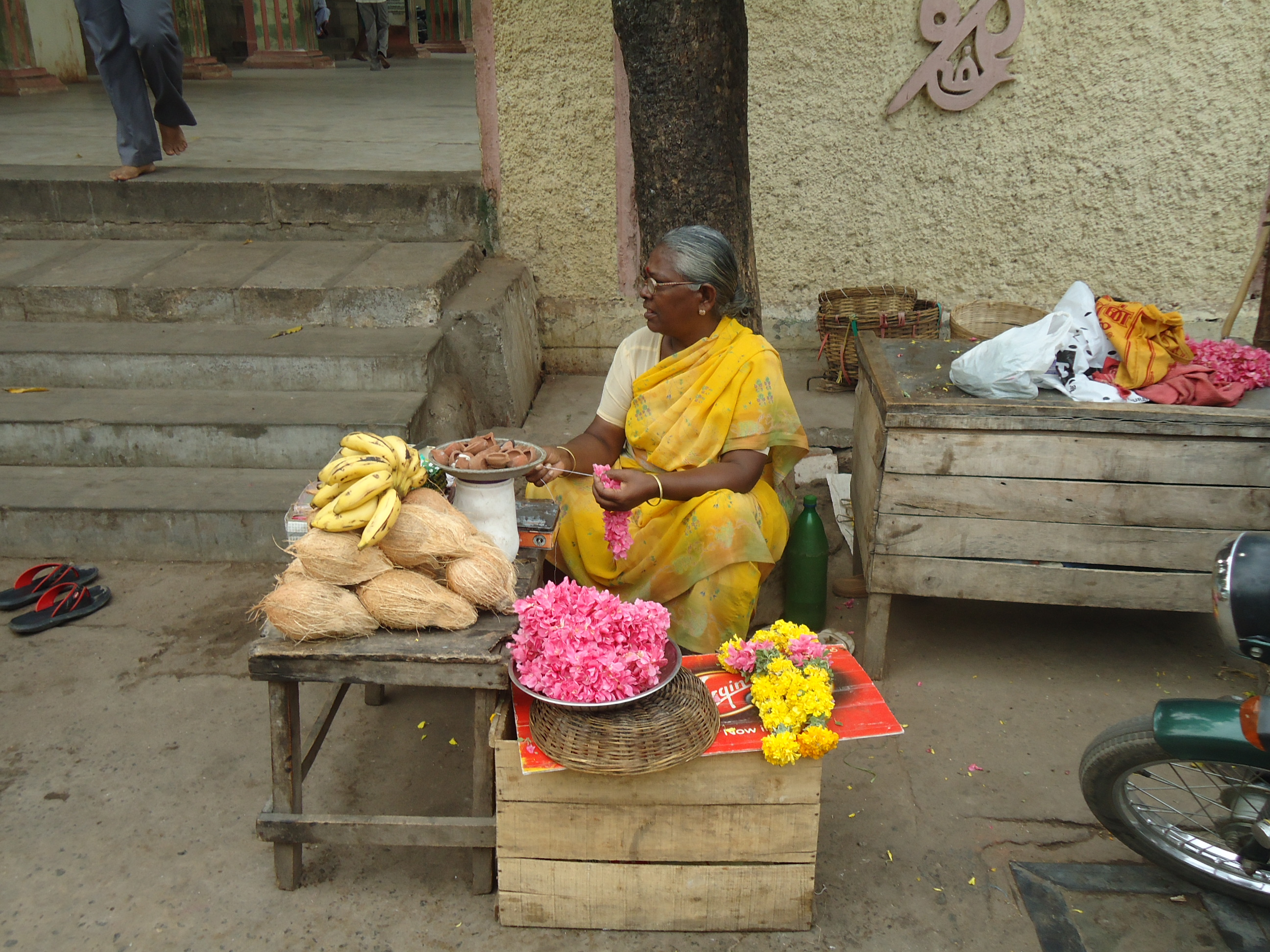
Blumenverkäuferin in Palani

Bei der indischen Volkszählung 2011 hatte der Distrikt Dindigul 2.159.775 Einwohner. Die Bevölkerungsdichte lag mit 358 Einwohnern pro Quadratkilometer unter dem Durchschnitt Tamil Nadus (555 Einwohner pro Quadratkilometer). 37 Prozent der Einwohner des Distrikts lebten in Städten. Der Urbanisierungsgrad war damit niedriger als der Mittelwert des Bundesstaates (48 Prozent). 21 Prozent der Einwohner des Distrikts waren Angehörige registrierter niederer Kasten (Scheduled Castes). Die Alphabetisierungsquote lag mit 76 Prozent unter dem Durchschnitt Tamil Nadus (80 Prozent).
Unter den Einwohnern des Distrikts Dindigul stellten die Hindus nach der Volkszählung 2011 mit 87 Prozent eine große Mehrheit. Daneben gab es Minderheiten von Christen (8 Prozent) und Muslimen (5 Prozent). Die Hauptsprache ist wie in ganz Tamil Nadu das Tamil. Bei der Volkszählung 2001 wurde es von 91 Prozent der Einwohner des Distrikts als Muttersprache gesprochen. Daneben gab es Minderheiten von Sprechern des Telugu (6,5 Prozent) und Kannada (2 Prozent).

## Sehenswürdigkeiten

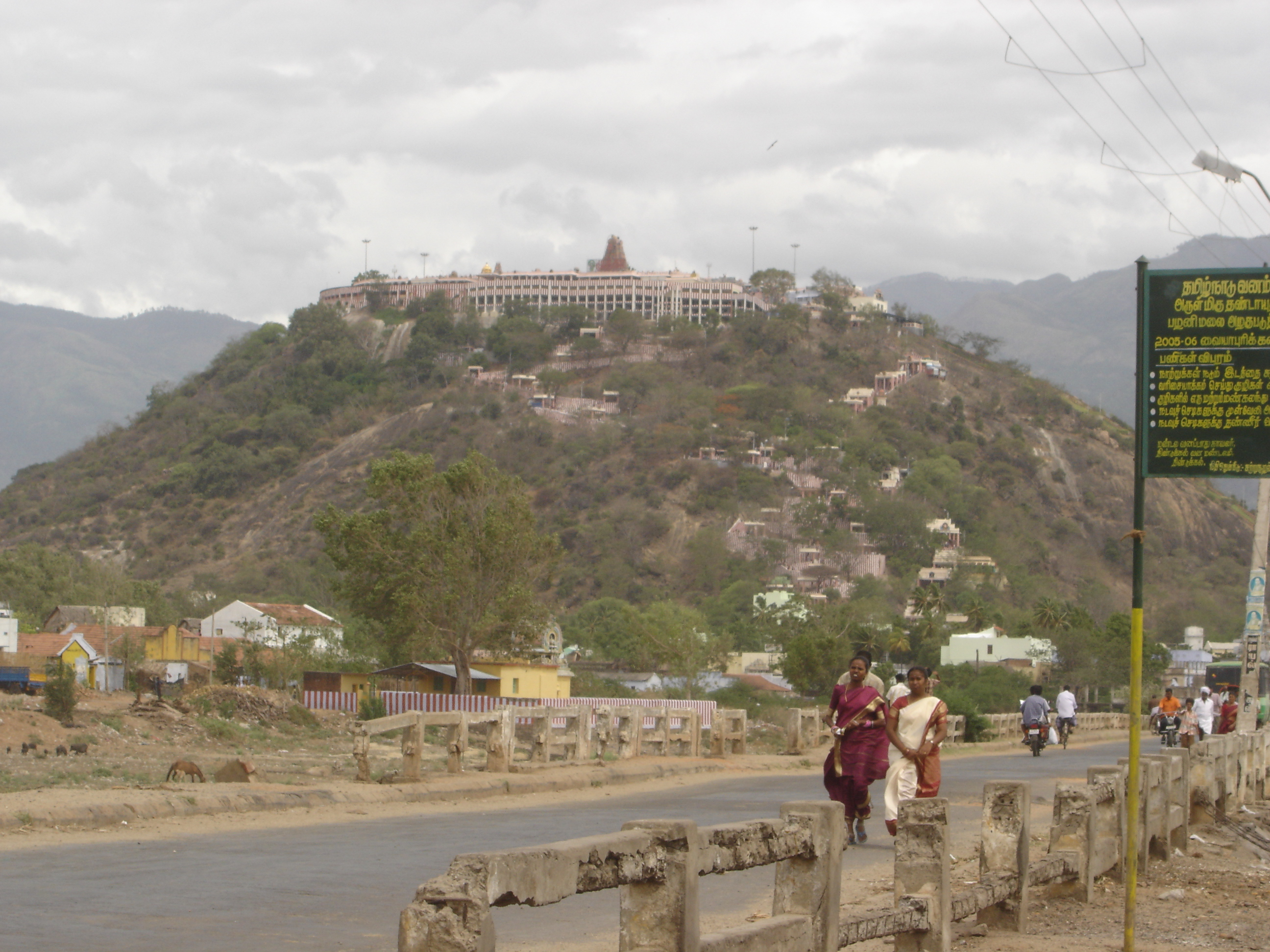
Murugan-Tempel in Palani

Die Distriktshauptstadt Dindigul besitzt außer der auf dem Felsen oberhalb der Stadt gelegenen Festung keine überragenden Sehenswürdigkeiten. Hingegen erfreuen sich die Palani-Berge wegen ihrer Naturschönheit und des angenehmen Klimas vor allem unter Inlandstouristen großer Beliebtheit. Der in den Bergen auf fast 2.200 Metern Höhe am Ufer eines Sees gelegene Ort Kodaikanal ist neben dem in den Nilgiri-Bergen gelegenen Udagamandalam der beliebteste Bergort Tamil Nadus. Kodaikanal zieht jährlich 7,9 Millionen Touristen an (Stand 2011), die meisten davon während der heißen Jahreszeit zwischen April und Juni.
Am Fuß der Berge liegt Palani, eine von sechs Wallfahrtsstätten (Arupadaividu) des vor allem in Tamil Nadu populären Hindu-Gottes Murugan. Der Murugan-Tempel von Palani liegt auf der Spitze eines Hügels, auf welchen sich Murugan dem Mythos zufolge beleidigt zurückgezogen haben soll, nachdem er von seinem Bruder Ganesha in einem Wettstreit besiegt wurde. Heute gehört Palani mit 5,8 Millionen Besuchern pro Jahr (2011) zu den wichtigsten Pilgerstätten Tamil Nadus. Allein während des Thaipusam-Festes im Januar/Februar besuchen über 500.000 Gläubige Palani.

## Verwaltungsgliederung

### Taluks
Im Jahr 2022 war der Distrikt Dindigul in zehn Taluks gegliedert: Athoor, Dindigul East, Dindigul West, Gujiliamparai, Kodaikanal, Natham, Nilakkottai, Oddanchatram, Palani und Vedasandur.

### Städtische Siedlungen
Im Distrikt Dindigul gibt es drei Städte mit eigener Stadtverwaltung (Municipalities), 24 nach dem Panchayat-System verwaltete Kleinstädte (Town Panchayats) und sieben Zensusstädte (Census Towns). Angegeben ist die Einwohnerzahl nach der Volkszählung 2011.
Municipalities
- Dindigul (207.327)
- Kodaikanal (36.501)
- Palani (70.467)

Town Panchayats
- Agaram (15.610)
- Ammainaickanur (19.257)
- Ayakudi (27.156)
- Ayyalur (17.100)
- Ayyampalayam (12.175)
- Balasamudram (14.179)
- Batlagundu (22.928)
- Chinnalapatti (26.285)
- Eriodu (8.890)
- Kannivadi (10.369)
- Keeranur (7.200)
- Natham (23.660)
- Neikkarapatti (11.753)
- Nilakkottai (22.197)
- Oddanchatram (30.064)
- Palayam (15.336)
- Pannaikadu (8.731)
- Pattiveeranpatti (8.602)
- Sevugampatti (11.730)
- Sithayankottai (13.634)
- Sriramapuram (10.653)
- Thadikombu (18.838)
- Vadamadurai (18.015)
- Vedasandur (11.730)

Zensusstädte
- Adiyanuthu (17.851)
- Balakrishnapuram (25.627)
- Chettinaickenpatti (17.701)
- Chinnakalayamputhur (5.162)
- Kurumbapatti (6.182)
- Silapadi (17.824)
- Sivagiripatti (17.306)